# Cosmin Sălășan
Cosmin Sălășan (* 28. Mai 1970 in Călan, Kreis Hunedoara, Rumänien) ist ein rumänischer Agrar-, Umwelt- und Wirtschaftswissenschaftler. Er ist in der Landwirtschaftlichen und Veterinärmedizinischen Universität des Banat (USABT) Hochschullehrer für die Fachgebiete Management und Agrarinformatik in der Fakultät Agrarmanagement und ländlicher Tourismus.

## Leben und Wirken
Sălășan startete nach dem Abitur 1989 das Studium der Agrarwissenschaft an der Agrar Universität USABT in Timisoara mit Abschluss als Diplom-Ingenieur 1994. Es folgten internationale Studienaufenthalte an der Ecole Nationale Supérieure Agronomique, ENSA Rennes (Frankreich) und der Universität Hohenheim sowie die Doktorandenausbildung bei an der Fakultät für Agrarmanagement in Timisoara. Mit der Dissertation zu Methoden der Agrarberatung wurde Salasan zum Dr. sc.agr. 2004 promoviert.
Es folgten Experteneinsätze der Ernährungs- und Landwirtschaftsorganisation der Vereinten Nationen (FAO) im Agroweb von Ungarn sowie PHARE Einsätze der Europäischen Union in Rumänien. Im Osteuropa Zentrum der Universität Hohenheim betreute er ein Beratungsprojekt der Balkan-Agrarsektor-Initiative für Kapazitätsaufbau. Sălășan war mit spezifischen Aufgaben als Experte der Weltbank bei der Strukturierung und Entwicklung spezifischer Module zu Training sowie Aufbau und Aktivierung der Arbeitsplattform (Inter-Country Knowledge Based Plattform – ICKBP) für Wirtschaftsakteure und Entscheidungsträger aus Serbien, Mazedonien und Bosnien und Herzegowina tätig.
Neben seiner Tätigkeit als Professor an der USABT wurde er als Berater, Trainer und Prüfer in zahlreichen europäischen Ländern sowie dem Balkan aktiv. Schwerpunkt seiner Tätigkeit waren die Länder Deutschland, Dänemark, Österreich, Belgien und der Türkei. Zusammen mit Markus Weinmann und Ciprian Fora ist er Leitungsmitglied im deutsch-rumänischen Greenerdeprojekt.

## Mitgliedschaften
- Mitglied der Rumänischen Akademie der Wissenschaften im Forschungszentrum für nachhaltige ländliche Entwicklung Timișoara
- Experte der Weltbank als Berater für den ländlichen Raum in den Balkanländern.
- Österreichisches Institut für Raumplanung (OIR) Wien
- Fachexperte der Romanian Rural Foundation mit Kooperationsbeziehung mit der Opération Villages roumains (OVR) seit Anfang 90 (gegründet 1988 in Brüssel).

## Auszeichnungen
- Sălășan wurde 2006 als Co-Autor des Buches Dezvoltarea rurala durabila in Romania mit dem Preis Nicolae Saulescu von der Rumänischen Akademie für Agrar- und Forstwissenschaften ausgezeichnet.
- Im Jahr 2019 wurde Sălășan mit dem Preis „Ion Ionescu de la Brad“ der Rumänischen Akademie als Co-Autor des Buches Almajul - de ieri, de azi si de maineausgezeichnet.

## Werke (Auswahl)
- Fora Ciprian George; Thomas Angelika, Schüle Heinrich, Carabet Alin Flavius, Salasan Cosmin,  Weinmann Markus, Raupp Manfred G.ː Agriculture in responsibility for our common world, Education and Research in the context of the digital and ecological transformation of agriculture in the Banat Region and Baden-Württemberg, Madora GmbH & University of Hohenheim 2022, ISBN 978-3-945046-25-8, DOI:10.60848/12212
- Teaching climate change in class, a must and a challenge. R Pascalau, S Stanciu, L Șmuleac, A Șmualeac, C Salasan, Research Journal of Agricultural Science 53 (2)	2	2021
- The importance of English language in attracting foreign tourists in the Mures Valley Region, namely in the wine road area, county of Arad, Western Romania. R PAȘCALĂU, S Stanciu, L ȘMULEAC, A ȘMULEAC, M AHMADI KHOE, Research Journal of Agricultural Science 52 (2)	2	2020
- Quality evaluation using benchmarking analysis of meat products retailed in Romania.BI MIHAELA, L RAMONA, S COSMIN, D ANA-MARIANA Agricultural Management/Lucrari Stiintifice Seria I, Management Agricol 22 (1)	3	2020
- Raport de cercetare-Strategii de dezvoltare rurală durabilă în zona țara Hațegului, județul Hunedoara, partea a II-a V GOȘA, PI OTIMAN, A BĂNEȘ, N MATEOC-SÎRB, C SĂLĂȘAN, Starea actuală a economiei și dotarea tehnico-edilitară a comunelor din Țara …	4	2019
- Bioeconomy challenges and implementation: the European research organisations’ perspective P Bergeret, E Valceschini, U Svedin Quae	2	2018
- Aspects regarding the local producers and the need for consultancy. CS Dumitrescu, C Sălășan, C Toader Lucrări Științifice, Universitatea de Științe Agricole Și Medicină …	2	2017
- The investment support capacity for technology of small farms and rural households in Western Romania C Salasan, IM Balan, S Moisa, C Dumitrescu Journal on Processing and Energy in Agriculture 21 (1), 13-16	8	2017
- Quality, potential and level of buffalos production in Romania. T Lob, IM BALAN, C SALASAN Agricultural Management/Lucrari Stiintifice Seria I, Management Agricol 18 (3)	6	2016
- Quality of Romanian pig meat depending on chemical composition of carcasses classified according to European Union market requirements IM BĂLAN, C TULCAN, C SĂLĂȘAN, S MOISA Lucrări Științifice Management Agricol 17 (2), 92	3	2015
- Suitability of a Quality Management Approach within the Public Agricultural Advisory Services Jurnal Quality-Access to Success S COSMIN, BI MIHAELA 6	2014
- From agricultural research and innovation towards improvement of agricultural education V Poleksic, G Topisirovic, S Pekic Quarrie, D Petric, S Tanaskovic, EU Project Collaborations: Challenges for Research Improvements in …	5	2014
- Equestrian tourism-support tool for quality improvement in promoting tourism objectives IM BALAN, P IOAN, C SALASAN, F BOCHIS Lucrări Științifice Management Agricol 16 (4), 136	5	2014
- Suitability of a Quality Management Approach within the Public Agricultural Advisory Services.C SÃLÃŞAN, IM BÃLAN Quality-Access to Success 15 (140)	4	2014
- Structural change in agriculture and rural livelihoods: Policy implications for the New Member States of the European Union J Möllers, G Buchenrieder, C Csáki Studies on the Agricultural and Food Sector in Central and Eastern Europe	33	2011
- Rural population in the context of the structural changes in Romanian agriculture C Sălăşan Agricultural Economics and Rural Development, New Series, Year VII, 87-103	4	2010
- Structural change in Europe's rural regions: Farm livelihoods between subsistence orientation, modernisation and non-farm diversification T Wolek, C Salasan, J Fritzsch, S Davidova, L Fredriksson, M Gorton, ...25	2009
- The role of farm activities for overcoming rural poverty in Romania C Salasan, J Fritzsch Structural change in Europe’s rural regions, 23	12	2009
- The role of agriculture for overcoming rural poverty in Romania C Salasan, J Fritzsch Discussion Paper	8	2009